# 100 років Київському національному економічному університету (монета)
«100 ро́ків Ки́ївському націона́льному економі́чному університе́ту» — ювілейна монета номіналом 2 гривні, випущена Національним банком України, присвячена Київському національному економічному університету імені Вадима Гетьмана, який був створений на базі перших в Україні Вищих комерційних курсів, заснованих у Києві 1906 року. Значний досвід і творчий потенціал вишу дозволили йому стати одним з лідерів перебудови вищої школи і науки в умовах становлення незалежної України та формування ринкових відносин в українській економіці.
Монету введено в обіг 24 березня 2006 року. Вона належить до серії «Вищі навчальні заклади України».

## Опис монети та характеристики
| Номінал грн. | Метал      | Маса, г | Діаметр, мм | Якість виготовлення       | Гурт     | Тираж, штук |
| ------------ | ---------- | ------- | ----------- | ------------------------- | -------- | ----------- |
| 2            | нейзильбер | 12,8    | 31,0        | спеціальний анциркулейтед | рифлений | 60 000      |

### Аверс
На аверсі монет розміщено композицію з ліній, які символічно відтворюють динаміку сучасних світових економічних процесів, міжнародних математичних знаків та знака гривні. На тлі композиції розміщено напис «НАЦІОНАЛЬНИЙ БАНК УКРАЇНИ», під ним — малий Державний Герб України (угорі), рік карбування монети «2006» (праворуч) та напис — «2/ ГРИВНІ», логотип Монетного двору Національного банку України.

### Реверс
На реверсі монет зображено будівлю вишу, над якою зазначено рік його заснування — «1906», розміщено написи: унизу у два рядки — «100 РОКІВ», по колу — «КИЇВСЬКИЙ НАЦІОНАЛЬНИЙ ЕКОНОМІЧНИЙ УНІВЕРСИТЕТ ІМЕНІ ВАДИМА ГЕТЬМАНА».

## Автори
- Художник — Бєляєв Сергій.

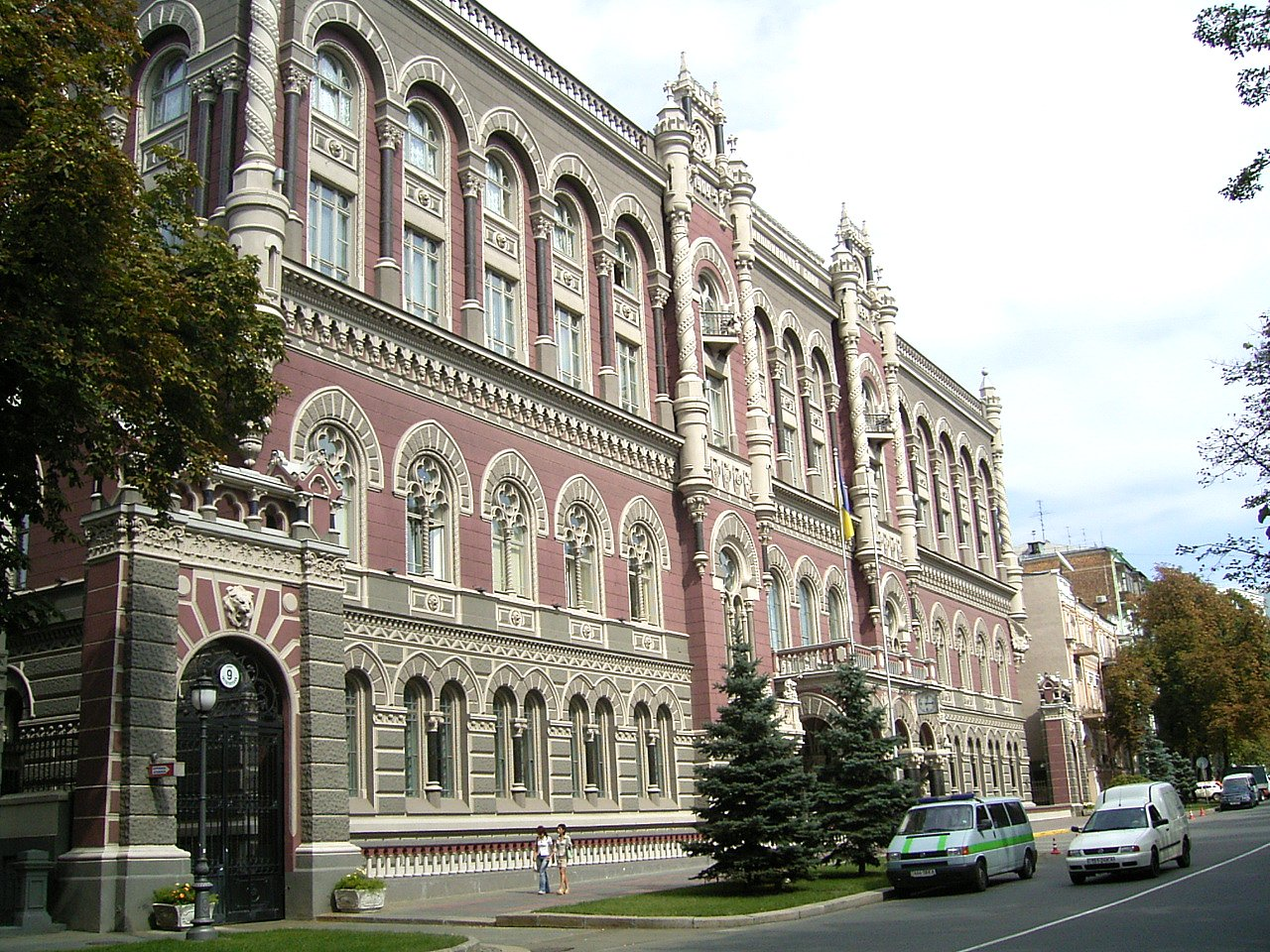
Будівля Національного банку України

- Скульптори: Чайковський Роман, Іваненко Святослав.

## Вартість монети
Ціна монети — 20 гривень, була вказана на сайті Національного банку України в 2014 році.
Фактична приблизна вартість монети з роками змінювалася так:
| Рік        | 2010 | 2011 | 2012 | 2013 | 2014 | 2015 | 2016 | 2017 | 2018 | 2019 | 2020 | 2021 | 2022 | 2023 | 2024 | 2025 |
| ---------- | ---- | ---- | ---- | ---- | ---- | ---- | ---- | ---- | ---- | ---- | ---- | ---- | ---- | ---- | ---- | ---- |
| Ціна, грн. | 17   | 20   | 20   | 20   | 20   | 30   | 39   | 45   | 50   | 55   | 55   | 60   | 60   | 80   | 125  | 135  |